# Henryk Wieniawski

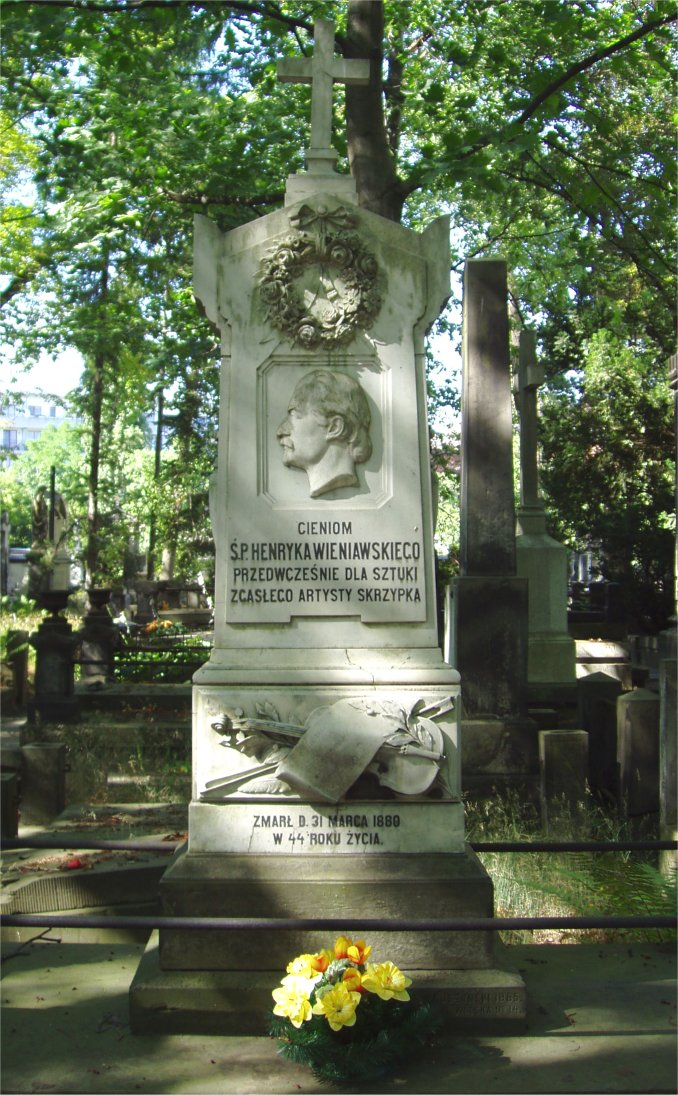
La tomba di Henryk Wieniawski

Henryk Wieniawski (vʲɛ'ɲafskʲi; Lublino, 10 luglio 1835 – Mosca, 31 marzo 1880) è stato un violinista e compositore polacco.

## Biografia
Henryk Wieniawski nacque a Lublino, allora facente parte del Regno del Congresso nell'Impero russo. Suo padre, Tobiasz Pietruszka (Wolf Helman), era figlio di un barbiere ebreo di nome Herschel Meyer Helman, del quartiere ebraico di Lublino a Wieniawa, quando i barbieri praticavano anche come dentisti, guaritori e cavasangue. Wolf Helman, noto anche come Tobiasz Pietruszka, cambiò il suo nome in Tadeusz Wieniawski, assumendo il nome del suo quartiere per integrarsi meglio nel suo ambiente polacco. Prima di ottenere la laurea in medicina si era convertito al cattolicesimo. Sposò Regina Wolff, figlia di un noto medico ebreo di Varsavia e da questo matrimonio nacque Henryk.
Il talento di Henryk nel suonare il violino fu riconosciuto presto e nel 1843 fu accettato dal Conservatorio di Parigi, dove furono fatte speciali eccezioni per ammetterlo, poiché non era francese e aveva solo nove anni. Dopo aver terminato gli studi Henryk intraprese una vasta carriera concertistica, spesso accompagnato al pianoforte dal fratello Józef. Fu anche membro della Beethoven Quartet Society di Londra, dove suonava anche la viola.
Nel 1847 pubblicò la sua prima composizione, il Grand Caprice Fantastique, primo di un catalogo di 24 numeri di opus. Quando il suo fidanzamento con Isabella Hampton fu contrastato dai suoi genitori, Wieniawski scrisse la Légende, op. 17; questo lavoro aiutò i suoi genitori a cambiare idea e la coppia si sposò nel 1860.
Su invito di Anton Rubinstein, Wieniawski si trasferì a San Pietroburgo, dove visse dal 1860 al 1872. Insegnò a molti studenti di violino e diresse l'orchestra e il quartetto d'archi della Società musicale russa. Dal 1872 al 1874 Wieniawski andò in tournée negli Stati Uniti con Rubinstein.
Nel 1875 sostituì Henri Vieuxtemps come professore di violino al Conservatorio Reale di Bruxelles.
Durante la sua residenza a Bruxelles, la salute di Wieniawski declinò, costringendolo anche a dover interrompere i suoi concerti nel bel mezzo. Iniziò un tour in Russia nel 1879 ma non fu in grado di completarlo e fu portato in un ospedale a Odessa dopo un concerto. Il 14 febbraio 1880 Nadežda von Meck (protettrice di Čajkovskij) lo prese nella sua casa, facendosi carico delle sue cure. I suoi amici organizzarono anche un concerto di beneficenza per aiutare a provvedere alla sua famiglia.
Morì a Mosca poche settimane dopo per infarto del miocardio e fu sepolto nel cimitero Powązki di Varsavia.
Sua figlia Régine Wieniawski, nata a Bruxelles l'anno prima della sua morte, divenne compositrice. Pubblicò i suoi primi lavori come "Irène Wieniawska", ma dopo aver sposato Sir Aubrey Dean Paul ed essere diventata cittadina britannica usò lo pseudonimo di Poldowski. Un'altra figlia, Henriette, violinista,  avrebbe sposato Joseph Holland Loring nel 1904, che fu tra le vittime del naufragio del Titanic.

## Opere
Henryk Wieniawski scrisse opere molto importanti nel repertorio violinistico, tra cui due concerti per violino tecnicamente impegnativi, il secondo dei quali (in re minore, 1862) viene eseguito più spesso del primo (in fa diesis minore, 1853). L'École moderne: 10 Études-caprices è un'opera molto conosciuta per gli aspiranti violinisti. Anche la sua Polonaise Brillante, Op.4, Scherzo-Tarantelle, Op.16 e Légende, Op.17 sono lavori eseguiti spesso. Wieniawski ha anche scritto diverse mazurke per violino con accompagnamento di piano (incluso il popolare Obertass in sol maggiore), usando tecniche come pizzicato per la mano sinistra, armoniche, grandi salti e doppi registri.

## Eredità
Wieniawski ricevette numerosi onori postumi. Il suo ritratto apparve su un francobollo della Polonia nel 1952 e di nuovo nel 1957. Nel 1979 fu emessa una moneta da 100 złoty recante la sua immagine.
Quella che viene comunemente chiamata "presa di archetto russa" è talvolta chiamata "presa di archetto di Wieniawski", in quanto Wieniawski insegnava ai suoi studenti il suo tipo di tecnica di archetto molto rigida (come la presa russa) che gli permetteva di suonare ciò che chiamava "staccato del diavolo" con facilità. Questo "staccato del diavolo" veniva usato per disciplinare la tecnica degli studenti.
Il primo concorso per violino intitolato a Wieniawski ebbe luogo a Varsavia nel 1935. Ginette Neveu vinse il primo premio, David Ojstrach il secondo e Henri Temianka il terzo. Il Concorso Internazionale di Violino Henryk Wieniawski si tiene ogni cinque anni dal 1952.

## Composizioni

### Lavori pubblicati, con numero d'opera
- Grand Caprice Fantastique, Op. 1
- Allegro de Sonate, Op. 2
- Souvenir de Posen, Op. 3
- Polonaise de Concert No. 1, Op. 4 (a volte nota come Polacca brillante)
- Adagio Élégiaque, Op. 5
- Souvenir de Moscow, 2 Russian Romances, Op. 6 (in questo lavoro è citata la canzone di Alexander Egorovich Varlamov The Red Sarafan)
- Capriccio-Valse, Op. 7
- Grand Duo Polonaise per violino e pianoforte, Op. 8
- Romance sans Paroles et Rondo elegant, Op. 9
- L'École Moderne, 10 Études-Caprices for Violin Solo, Op. 10
- Le Carnaval Russe, Improvvisazioni e variazioni, Op. 11
- 2 Mazurkas de Salon, Sielanka et Piesn Polska (Chanson polonaise), Op. 12
- Fantasie Pastorale, Op. 13 (Lost)
- Concerto No. 1 in Fa diesis minore, Op. 14
- Thème Original Varié, Op. 15
- Scherzo-Tarantelle, Op. 16
- Légende, Op. 17
- 8 Études-Caprices per 2 violini, Op. 18
- 2 Mazurkas caractéristiques, Obertass et Dudziarz (Le Ménétrier), Op. 19  (NB. Il n. 2 è noto sia come "The Bagpipe Player" [ABRSM Vln Gr VIII Syllabus], sia "The Village Fiddler" [Naxos Records])
- Fantaisie Brillante sur Faust de Gounod, Op. 20
- Polonaise Brillante, Op. 21
- Concerto No. 2 in re minore, Op. 22
- Gigue in E minor, Op. 23
- Fantasie Orientale, Op. 24

### Lavori non pubblicati e/o senza numero d'opera
- Wariacje na Temat Własnego Mazurka (c. 1847)
- Aria with Variations in mi maggiore (ante 1848)
- Fantasia and Variations in mi maggiore (1848)
- Nocturne for solo violin (1848)
- Romance (c. 1848)
- Rondo Alla Polacca in mi minore (1848)
- Duo Concertant on themes da Lucia di Lammermoor di Donizetti (c. 1850)
- Duo Concertant na Temat Hymnu Rosyjskiego A. Lwowa (c. 1850)
- Duo Concertant na Temat Rosyjskiej Melodii Ludowej (c. 1850)
- Fantasia on themes da Le prophète di Meyerbeer (oc. 1850)
- Mazur Wiejski (c. 1850)
- Fantasia on themes da Richard Coeur-de-lion di Grétry (c. 1851)
- Duet on themes da canzoni finlandesi (c. 1851)
- Two Mazurkas (1851)
- March (1851)
- Kujawiak in la minore (1853)
- Variazioni sull'Inno russo (c. 1851)
- Variazioni su Polish folk song "Jechał Kozak Zza Dunaju" (c. 1851)
- Variazioni sull'inno austriaco (1853)
- Rozumiem, pieśń na głos z fortepianem (1854)
- Souvenir de Lublin, concert polka (c. 1855)
- Fantasia on themes da La sonnambula di Bellini (c. 1855)
- Reminiscenze di San Francisco (c. 1874)
- Kujawiak in do maggiore
- Polonaise Triomphale
- Rêverie in fa diesis minore per viola e piano
- Violin Concerto No. 3 in la minore? (1878, inedito, scomparso? In anteprima a Mosca il 27 dicembre 1878)[4][5]